# 糟井裕之
糟井 裕之（かすい ひろゆき、1963年（昭和38年）1月15日 - ）は、日本の海上自衛官。第50代自衛艦隊司令官。最終階級は海将。

## 略歴
愛知県出身。1985年（昭和60年）3月、防衛大学校（第29期）を卒業後、海上自衛隊に入隊。護衛艦「ちくま」艦長、第1護衛隊群司令、海幕人事教育部長、第38代護衛艦隊司令官等を経て、2019年（平成31年）3月19日の閣議において、4月1日付をもって第50代自衛艦隊司令官に任命する旨の人事が了承・発令された。2020年（令和2年）8月25日に退官。

## 年譜

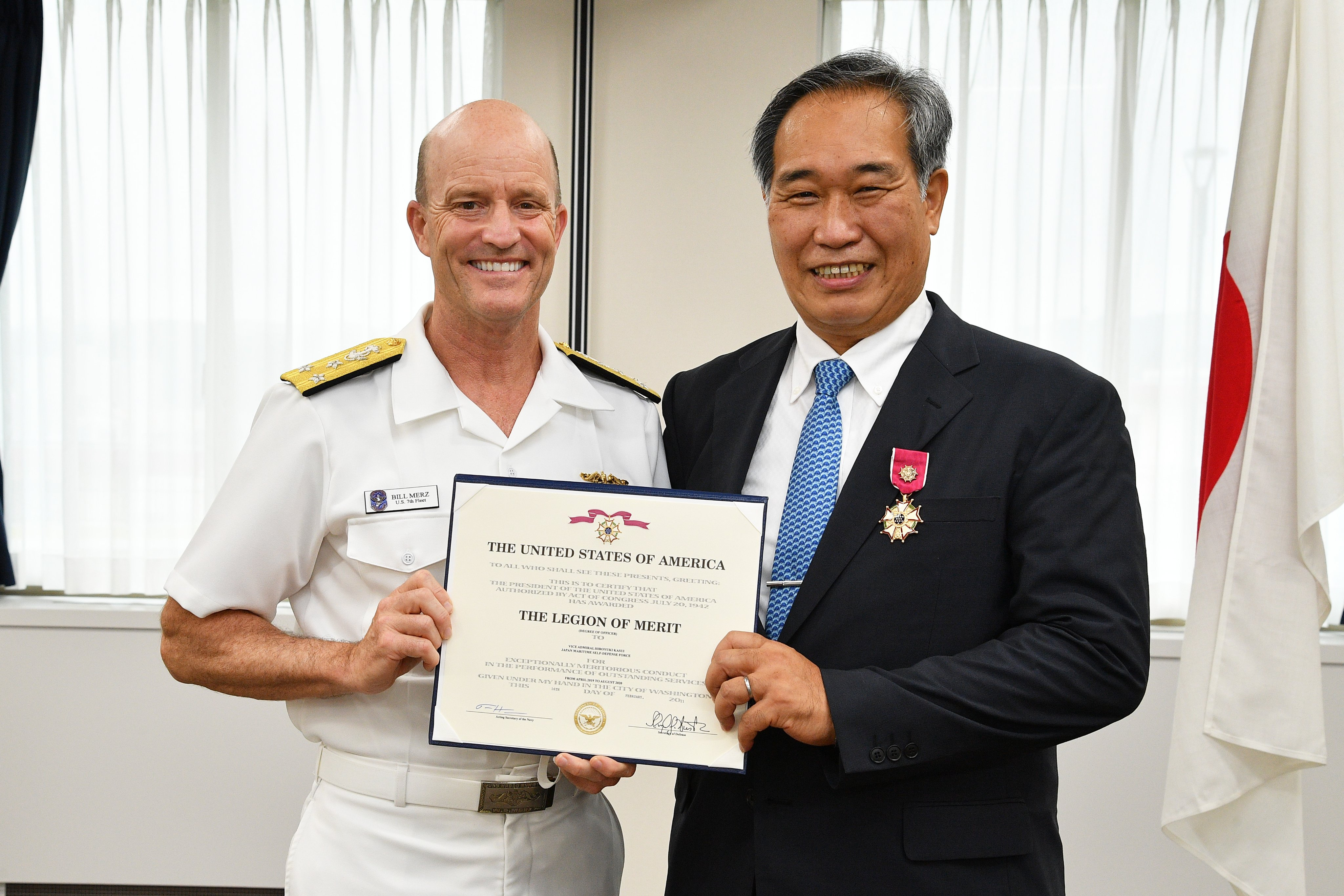
米国勲章が授与された糟井裕之元海将

- 1985年（昭和60年）3月：防衛大学校第29期卒業（機械工学）、海上自衛隊入隊
- 1996年（平成08年）1月：3等海佐に昇任
- 1999年（平成11年）7月：2等海佐に昇任
- 2001年（平成13年）8月1日：護衛艦「ちくま」艦長
- 2002年（平成14年）8月6日：海上幕僚監部防衛部装備体系課
- 2004年（平成16年）1月1日：1等海佐に昇任
- 2005年（平成17年）8月1日：海上幕僚監部防衛部防衛課業務計画班長 兼海上自衛隊幹部学校勤務
- 2007年（平成19年）10月1日：第7護衛隊司令
- 2008年（平成20年）
  - 3月26日：第4護衛隊司令
  - 12月1日：海上幕僚監部人事教育部補任課長
- 2010年（平成22年）
  - 7月26日：海将補に昇任
  - 8月20日：第1護衛隊群司令
- 2012年（平成24年）7月26日：大湊地方総監部幕僚長
- 2013年（平成25年）8月22日：護衛艦隊司令部幕僚長
- 2014年（平成26年）8月5日：海上幕僚監部人事教育部長
- 2016年（平成28年）12月22日：海将に昇任、第38代 護衛艦隊司令官に就任
- 2019年（平成31年）4月1日：第50代 自衛艦隊司令官に就任
- 2020年（令和02年）
  - 8月25日：退官
  - 12月1日：三菱重工業株式会社顧問に就任[5]
- 2021年（令和03年）7月2日：米国政府からレジオン・オブ・メリット勲章が授与[6]

## 栄典
- レジオン・オブ・メリット・オフィサー - 2021年（令和3年）7月2日[6]